# Риу Аве (футбольный клуб)
«Ри́у А́ве» (порт. Rio Ave Futebol Clube, португальское произношение: [ˈʁi.u ˈavɨ]) — португальский футбольный клуб из города Вила-ду-Конди. Основан в 1939 году. Домашние матчи проводит на стадионе «Эштадиу ду Риу Аве», вмещающем 12 815 зрителей. Высшим достижением клуба в чемпионате Португалии является пятое место в 1982, 2018 и 2020 годах.

## История
Футбольный клуб «Риу Аве» был основан в 1939 году группой из пяти местных энтузиастов — Жоау Перейра душ Сантуш, Альбину Морейра, Жоау Диаш, Эрнесту Брага и Жозе Амару. На общем голосовании по выбору названия клуба фигурировали такие названия, как «Vilacondense Futebol Clube» и «Vila do Conde Sport Club», но в итоге выбор пал на «Rio Ave Futebol Clube». На том же заседании, куда были приглашены ещё 7 человек, было сформировано правление клуба:
- Президент — Жоау Перейра душ Сантуш
- Вице-президент — Альбину Морейра
- 1-й секретарь — Жоау Диаш
- 2-й секретарь — Эрнесту Брага
- Казначей — Жозе Амару

Свой первый матч новоиспечённый клуб провёл 6 мая 1939 года в Бейрише, где уступил местной команде со счётом 2-1. Первое время футболисты тренировались на велодроме, расположенном рядом с часовней Богоматери-Изгнанницы. 29 января 1940 года «Риу Аве» переезжает на Авенида Балтазар Коуту, где обзаводится собственным стадионом под названием «Эштадиу да Авенида», построенном в 1939 году и просуществовавшим до 1984 года.
Практически сразу же «Риу Аве» выигрывает Campeão Promocional da A. F. P (1941/1942) и Campeão Regional da III Divisão da A. F. P (1942/1943). Далее следует длительный период прозябания клуба в низших лигах.
В конце 1970-х наблюдается стремительный взлёт команды: сперва покоряется 3-й Дивизион (1976/1977), затем следует 4-е место (1977/1978) во 2-м Дивизионе (Zona Norte) и, наконец, по итогам сезона 1978/1979 «Риу Аве», как лучшая вторая команда 2-го Дивизиона и 4-я в общем зачёте, впервые в своей истории пробивается в высший дивизион.
Первый сезон в Примейра Лига (1979/1980) вышел комом, «Риу Аве» занял последнее место, набрав в 30-ти играх всего 13 очков. Команда вылетела во 2-й Дивизион, где заняла первое место в Zona Norte (1980/1981) и 3-е в общем зачёте. Второе пришествие в высшую лигу (1981/1982) оказалось, без преувеличения, триумфальным. «Риу Аве» занял рекордное для себя 5-е место, что до сих пор является наивысшим достижением клуба в чемпионате Португалии. Примечательно, что этот успех был достигнут под руководством Фелиша Моуринью, отца знаменитого Жозе Моуринью.
Далее результаты «Риу Аве» идут по ниспадающей: 8-е место (1982/1983), 9-е место (1983/1984), 13-е место и вылет (1984/1985). Огромным достижением явился выход в финал Кубка Португалии в 1984 году, в котором подопечные Фелиша Моуринью были разгромлены «Порту» со счётом 4-1.
Снова оказавшись во 2-м Дивизионе, «Риу Аве», лишившийся по ходу прошлого сезона Фелиша Моуринью, поставил себе целью возвращение в Примейру. И подопечные Мариу Рейша блестяще с этим справились, выиграв Zona Norte во второй раз в своей истории и впервые став лучшей командой в общем зачёте (1985/1986). Именно тогда «Риу Аве» установил уникальный рекорд, став первой и единственной командой 2-го Дивизиона, не потерпевшей ни единого поражения!
Однако возвращение в Примейру оказалось не таким радужным, как пять лет назад. Заняв уже знакомое 13-е место (1986/1987), «Риу Аве» спасся от вылета лишь благодаря расширению Примейра Лиги до 20-ти команд. Следующий сезон (1987/1988) оказался таким же провальным, как и предыдущий: 28 очков и итоговое 18-е место, обеспечившее «бело-зелёным» путёвку во 2-й Дивизион.
Повторить подвиг трёхлетней давности и вернуть команду в Примейру Мариу Рейшу на этот раз не удалось: 41 очко и 4-е место (1988/1989). Исправить ситуацию был приглашён Эурику Гомиш, но стало только хуже: 31 очко и 10-е место (1989/1990). В 1990-ом году 2-й Дивизион (включавший в себя 3 группы: Zona Norte, Zona Centro, Zona Sul, по 18 команд в каждой) был понижен до 3-го уровня и стал называться Сегунда Дивизан Б. Его место занял новый турнир — Сегунда Дивизан ди Онра, состоящий из 20-ти команд и призванный повысить уровень футбола во 2-й лиге. Право выступить в новом турнире получили по 6 лучших команд каждой зоны 2-го Дивизиона плюс два неудачника из Примейры. Таким образом, «Риу Аве», занявший в своей зоне 10-е место, остался во 2-м Дивизионе, фактически вылетев в 3-ю лигу.
Вернувшийся в Вила-ду-Конди Мариу Рейш не стал откладывать дело в долгий ящик, сходу взяв Zona Norte (1990/1991) и выведя команду в Сегунда Дивизан ди Онра. В группе плей-офф, составленной из трёх победителей своих зон («Риу Аве», «Оваренси» и «Ольяненсе»), «бело-зелёные» взяли 2-е место, уступив пальму первенства «Оваренси».
Своё выступление в Сегунда Дивизан ди Онра, к тому времени сокращённой до 18-ти команд, «Риу Аве» начал под руководством нового главного тренера — 36-летнего Аугушту Инасиу, бывшего футболиста лиссабонского «Спортинга», «Порту» и сборной Португалии. Для Инасиу, впоследствии приведшего лиссабонский «Спортинг» к чемпионскому титулу, «Риу Аве» стал первым клубом в тренерской карьере. Дебют оказался весьма неплох: 39 очков и 4-е место (1991/1992), которое, однако, не позволило пробиться в Примейру.

## Достижения
- Кубок Португалии
  - Финалист (2): 1984, 2014
- Кубок португальской лиги
  - Финалист: 2014
- Суперкубок Португалии
  - Финалист: 2014
- Сегунда лига
  - Победитель (3): 1986, 1996, 2003
  - Серебряный призёр: 2008
  - Бронзовый призёр (2): 1981, 2007
- Терсейра дивизан[порт.]
  - Победитель: 1977
  - Серебряный призёр: 1991

## Форма

### Домашняя
| 2016/17 | 2017/18 | 2018/19 | 2019/20 | 2020/21 | 2021/22 | 2022/23 | 2023/24 | 2024/25 |

### Гостевая
| 2016/17 | 2017/18 | 2018/19 | 2019/20 | 2020/21 | 2021/22 | 2022/23 | 2023/24 | 2024/25 |

### Резервная
| 2016/17 | 2018/19 | 2019/20 | 2021/22 | 2022/23 | 2023/24 |

Источники:,